# Josef Mallmann
Josef Mallmann (* 14. Januar 1795 in Boppard; † 15. Dezember 1857 in Simmern) war ein deutscher Politiker.

## Leben
Mallmann wurde als Sohn des Kaufmanns und Gutsbesitzers Johann Jacob Mallmann (* 26. Januar 1760 in Boppard; † 2. Juli 1820 ebenda) und seiner Frau Anna Maria geborene Trunck (* 23. November 1763 in Boppard; † 10. März 1839 ebenda) geboren. Nach dem Besuch der Sekundarschule trat er als kaufmännischer Lehrling in eine Textilfabrik ein. Im Mai 1813 meldete er sich zur französischen Armee. Den 6. Koalitionskrieg machte er als Kavallerist im 2. Regiment der Garde D’honneur mit und wurde in der Völkerschlacht bei Leipzig am 18. Oktober 1813 verwundet. Nach seiner Genesung wurde Josef Mallmann als Leutnant in das 7. rheinische Landwehrinfantrie Regiment eingegliedert und machte den Feldzug des Jahres 1815 auf preußischer Seite mit. Er heiratete 1816 die Tochter des verstorbenen Bürgermeisters von Simmern, Maria Charlotta Forster (* 2. Juni 1799 in Simmern; † 6. Dezember 1873 in Boppard). Das Paar hatte 11 Kinder, von denen nur drei Söhne das Erwachsenenalter erlebten. Der gemeinsame Sohn Emil Mallmann (* 10. September 1827 in Simmern; † 29. November 1887 in Boppard) wurde Mitglied im Preußischen Abgeordnetenhaus. Mallmann betätigte sich beruflich als Kaufmann, Landwirt und Steuereinnehmer in Simmern. Über seine Frau war er Eigentümer des halben Neuhofs in Mengerschied geworden und erwarb später die Reste von Kloster Kumbd.
Seit 1833 war Mallmann stellvertretendes Mitglied des Provinziallandtags für die preußische Rheinprovinz für den Stand der Landgemeinden. 1837 wurde er als Stellvertreter einberufen und nahm am Landtag teil. 1848 gehörte er dem die deutsche Nationalversammlung vorbereitenden Vorparlament in Frankfurt a. M. an. Seit 1849 vertrat Joseph Mallmann den Regierungsbezirk Koblenz im preußischen Abgeordnetenhaus zu Berlin. Josef Mallmann schloss sich den Linksliberalen an.